# Jurij Szulha
Jurij Szulha, ukr. Юрій Шульга (ur. 2 stycznia 1966 w Wachruszewem) – ukraiński łyżwiarz szybki reprezentujący także ZSRR.

## Kariera
Największy sukces w karierze Jurij Szulha osiągnął w 1993 roku, kiedy zajął siódme miejsce podczas wielobojowych mistrzostw świata w Hamar. Szulha był tam kolejno jedenasty na 500 m, dwunasty na 5000 m, siódmy na 1500 m oraz jedenasty na dystansie 10 000 m. Siódme miejsce zajął również na rozgrywanych rok później wielobojowych mistrzostwach Europy w Hamar. Jego najlepszym wynikiem było tan szóste miejsce w biegu an 1500 m. W 1992 roku wystartował na igrzyskach olimpijskich w Albertville, zajmując szesnaste miejsce na tym dystansie. Na rozgrywanych w 1994 roku igrzyskach w Lillehammer był dziesiąty na 1500 m, a w biegu na 5000 m zajął 21. miejsce. Wielokrotnie startował w zawodach Pucharu Świata, przy czym raz stanął na podium: 25 listopada 1989 roku w Berlinie był drugi na 1500 m. Najlepsze wyniki osiągnął w sezonie 1993/1994, kiedy był dziewiąty w klasyfikacji końcowej 1500 m. W 1995 roku zakończył karierę.